# Distrikt Jezzine
Der Distrikt Jezzine (arabisch قضاء جزين, DMG Qaḍāʾ Ǧizzīn) ist ein Verwaltungsbezirk im Gouvernement Süd der Republik  Libanon. Die Bezirkshauptstadt ist Jezzine.
76 % der gemeldeten Wähler des Bezirks sind christlicher Konfession. Davon sind 60 % Maronite und 14 % Melkitisch-Griechisch Katholisch. 24 % der Wähler sind Schiitische Muslime, Sunnitische Muslime und Drusen. Damit grenzt sich der Distrikt vom restlichen Südlibanon ab, welcher mehrheitlich muslimisch bevölkert ist. Größere Gemeinden, außer Jezzine, sind Kfarhouna, Aichiyé, Bkassine, Kfar Falous, Jernaya und Homsiyé.